# Coppa delle Coppe 1992-1993
La Coppa delle Coppe 1992-1993 è stata la 33ª edizione della seconda competizione calcistica continentale. Venne vinta dal Parma nella finale vinta contro l'Anversa.

## Formula
Poiché, a seguito della dissoluzione dell'Unione Sovietica e della Jugoslavia, ci furono un maggior numero di nazioni che avevano titolo a iscrivere alla competizione le squadre vincitrici dei rispettivi campionati nazionali, venne disputato un turno preliminare che eliminò quattro delle 36 aventi diritto ad entrare nella Coppa.

## Ranking e squadre partecipanti
Gli sconvolgimenti politici nell'Europa orientale cambiarono il quadro delle partecipanti. Definitivamente liquidata la Germania Est, quello che restava della Jugoslavia fu esclusa su ordine dell'ONU, e anche l'Albania si isolò per gli sconvolgimenti interni. Venne aggiunta la Slovenia, che era riuscita a rendersi indipendente pacificamente. La dissoluzione dell'Unione Sovietica comportò l'accesso all'ultimo momento anche dell'Ucraina, che aveva organizzato in fretta e furia una propria mini stagione anche perché i posti nelle coppe europee dell'ultima annata sovietica erano finiti in maggioranza in mano russa. Saltata definitivamente la comoda tradizione delle 32 partecipanti, si accettarono altri tre casi particolari: quello delle Fær Øer, che pur erano solo autonome riconoscendo loro un privilegio fino a quel momento riservato solo alle federazioni britanniche, quello del Liechtenstein che aveva nella coppa la sua unica competizione calcistica, e quello di Israele che in Asia era fonte di forti contrasti per le note cause di politica internazionale.
|    | Ranking squadre       | Punti |
| -- | --------------------- | ----- |
| 1  | Werder Brema          | 2,934 |
| 2  | Atlético Madrid       | 2,747 |
| 3  | Monaco                | 2,702 |
| 4  | Feyenoord             | 2,524 |
| 5  | Liverpool             | 2,496 |
| 6  | Parma                 | 2,476 |
| 7  | Admira Wacker Mödling | 2,449 |
| 8  | Steaua Bucurest       | 2,437 |
| 9  | Anversa               | 2,244 |
| 10 | Spartak Mosca         | 2,241 |
| 11 | Aarhus                | 2,231 |
| 12 | Trabzonspor           | 2,125 |
| 13 | Boavista              | 2,059 |
| 14 | Sparta Praga          | 2,027 |
| 15 | Olympiacos            | 1,807 |
| 16 | Lucerna               | 1,559 |
| 17 | TPS                   | 1,493 |
| 18 | Újpest                | 1,410 |
| 19 | Hannover              | 1,392 |
| 20 | AIK                   | 1,366 |
| 21 | Airdrieonians         | 1,121 |
| 22 | Levski Sofia          | 1,104 |
| 23 | Valur                 | 1,093 |
| 24 | Apollōn Limassol      | 0,852 |
| 25 | Miedź Legnica         | 0,839 |

## Turno preliminare
| Squadra 1     | Totale | Squadra 2          | Andata | Ritorno |
| ------------- | ------ | ------------------ | ------ | ------- |
| Maribor       | 5-2    | Ħamrun Spartans    | 4-0    | 1-2     |
| Strømsgodset  | 0-4    | Hapoel Petah Tikva | 0-2    | 0-2     |
| Vaduz         | 1-12   | Čornomorec'        | 0-5    | 1-7     |
| Avenir Beggen | 2-1    | B36                | 1-0    | 1-1     |

## Sedicesimi di finale
| Squadra 1     | Totale        | Squadra 2             | Andata | Ritorno |
| ------------- | ------------- | --------------------- | ------ | ------- |
| Miedź Legnica | 0-1           | Monaco                | 0-1    | 0-0     |
| Olympiacos    | 3-1           | Čornomorec'           | 0-1    | 3-0     |
| Trabzonspor   | 4-2           | TPS                   | 2-0    | 2-2     |
| Maribor       | 1-9           | Atlético Madrid       | 0-3    | 1-6     |
| Werder Brema  | 4-3           | Hannover              | 3-1    | 1-2     |
| Airdrieonians | 1-3           | Sparta Praga          | 0-1    | 1-2     |
| Parma         | 2-1           | Újpest                | 1-0    | 1-1     |
| Valur         | 0-3           | Boavista              | 0-0    | 0-3     |
| Levski Sofia  | 2-2 (gfc)     | Lucerna               | 2-1    | 0-1     |
| Feyenoord     | 2-2 (gfc)     | Hapoel Petah Tikva    | 1-0    | 1-2     |
| Spartak Mosca | 5-1           | Avenir Beggen         | 0-0    | 5-1     |
| Liverpool     | 8-2           | Apollōn Limassol      | 6-1    | 2-1     |
| Cardiff       | 1-3           | Admira Wacker Mödling | 1-1    | 0-2     |
| Glenavon      | 2-2 (1-3 dcr) | Anversa               | 1-1    | 1-1     |
| AIK           | 4-4 (gfc)     | Aarhus                | 3-3    | 1-1     |
| Bohemians     | 0-4           | Steaua Bucurest       | 0-0    | 0-4     |

## Ottavi di finale
| Squadra 1             | Totale    | Squadra 2       | Andata | Ritorno   |
| --------------------- | --------- | --------------- | ------ | --------- |
| Monaco                | 0-1       | Olympiacos      | 0-1    | 0-0       |
| Trabzonspor           | 0-2       | Atlético Madrid | 0-2    | 0-0       |
| Werder Brema          | 2-4       | Sparta Praga    | 2-3    | 0-1       |
| Parma                 | 2-0       | Boavista        | 0-0    | 2-0       |
| Lucerna               | 2-4       | Feyenoord       | 1-0    | 1-4       |
| Spartak Mosca         | 6-2       | Liverpool       | 4-2    | 2-0       |
| Admira Wacker Mödling | 6-7       | Anversa         | 2-4    | 4-3 (dts) |
| Aarhus                | 4-4 (gfc) | Steaua Bucurest | 3-2    | 1-2       |

## Quarti di finale
| Squadra 1    | Totale    | Squadra 2       | Andata | Ritorno |
| ------------ | --------- | --------------- | ------ | ------- |
| Olympiacos   | 2-4       | Atlético Madrid | 1-1    | 1-3     |
| Sparta Praga | 0-2       | Parma           | 0-0    | 0-2     |
| Feyenoord    | 1-4       | Spartak Mosca   | 0-1    | 1-3     |
| Anversa      | 1-1 (gfc) | Steaua Bucurest | 0-0    | 1-1     |

## Semifinali
| Squadra 1       | Totale    | Squadra 2 | Andata | Ritorno |
| --------------- | --------- | --------- | ------ | ------- |
| Atlético Madrid | 2-2 (gfc) | Parma     | 1-2    | 1-0     |
| Spartak Mosca   | 2-3       | Anversa   | 1-0    | 1-3     |

## Finale
| Arbitro: | Assenmacher |

|                                 |           |               |
| Minotti 9’ Melli 30’ Cuoghi 84’ | Marcatori | 11’ Severeyns |

| Parma | Anversa |

| Parma         |    |                   |     |     |
|               |    |                   |     |     |
| P             | 1  | Marco Ballotta    |     |     |
| D             | 2  | Antonio Benarrivo |     |     |
| D             | 3  | Alberto Di Chiara | 32’ |     |
| D             | 4  | Lorenzo Minotti   |     |     |
| D             | 5  | Luigi Apolloni    |     |     |
| D             | 6  | Georges Grün      |     |     |
| A             | 7  | Alessandro Melli  |     |     |
| C             | 8  | Daniele Zoratto   |     | 26’ |
| C             | 9  | Marco Osio        |     | 75’ |
| C             | 10 | Stefano Cuoghi    |     |     |
| A             | 11 | Tomas Brolin      |     |     |
| Sostituzioni: |    |                   |     |     |
| C             | 14 | Gabriele Pin      |     | 26’ |
| C             | 15 | Fausto Pizzi      |     | 75’ |
| Allenatore:   |    |                   |     |     |
| Nevio Scala   |    |                   |     |     |

| Anversa       |    |                        |     |     |
|               |    |                        |     |     |
| P             | 1  | Stevan Stojanović      |     |     |
| D             | 2  | Wim Kiekens            |     |     |
| D             | 3  | Nico Broeckaert        | 82’ |     |
| D             | 4  | Rudi Taeymans          |     |     |
| D             | 5  | Rudi Smidts            |     |     |
| C             | 6  | Dragan Jakovljević     |     | 51’ |
| C             | 7  | Ronny van Rethy        |     |     |
| C             | 8  | Didier Segers          | 66’ | 82’ |
| A             | 9  | Francis Severeyns      | 37’ |     |
| C             | 10 | Hans-Peter Lehnhoff    |     |     |
| A             | 11 | Alex Czerniatynski     |     |     |
| Sostituzioni: |    |                        |     |     |
| C             | 14 | Patrick van Veirdeghem |     | 51’ |
| A             | 15 | Noureddine Moukrim     |     | 82’ |
| Allenatore:   |    |                        |     |     |
| Walter Meeuws |    |                        |     |     |

## Classifica marcatori
| Gol |  |  | Giocatore               | Squadra       |
| --- |  |  | ----------------------- | ------------- |
| 7   |  |  | Alexandre Czerniatynski | Anversa       |
| 6   |  |  | Andrej Pjatnickij       | Spartak Mosca |
| 5   |  |  | Ian Rush                | Liverpool     |
| 4   |  |  | Faustino Asprilla       | Parma         |
|     |  |  | Torben Christensen      | Aarhus        |
|     |  |  | Valerij Karpin          | Spartak Mosca |
|     |  |  | József Kiprich          | Feyenoord     |
|     |  |  | Dmitrij Radčenko        | Spartak Mosca |
|     |  |  | Wynton Rufer            | Werder Brema  |

La classifica non tiene conto delle reti segnate nel turno preliminare. Se se ne tenesse conto a quota 4 reti ci sarebbe anche il calciatore ucraino naturalizzato russo Jurij Nykyforov.